# Кудрин, Леонид Сергеевич
Ку́дрин Леони́д Серге́евич (р. 1950) — советский судья, политик, народный депутат СССР (1989—1991).

## Биография
Родился в 1950 году.
Окончил Свердловский государственный педагогический институт и Свердловский юридический институт им. Р. А. Руденко. В 1980-х был народным судьёй Ленинского райсуда в Свердловске. Категорически отказался рассматривать административные дела на участников политических демонстраций и митингов, отказался их осуждать к наказанию. За это подвергся репрессиям со стороны вышестоящего начальства и по партийной (КПСС) линии. 
На волне максимума антипартийных настроений на всесоюзных выборах 26 марта 1989 года грузчик по разовым работам и бывший судья был избран по Свердловскому национально-территориальному округу № 25 народным депутатом СССР, выиграв у коммуниста, председателя президиума Уральского отделения АН СССР академика Г. А. Месяца. Теряя авторитет, КПСС в то время старалась во всех регионах выставить против возникшей оппозиции авторитетных людей, известных учёных, врачей, профессоров вузов, тем самым фактически подставляя под удар их имя и заслуги.
В настоящее время — адвокат, работает в Москве.